# Daryl Crimp
Daryl Crimp (n.1958) es un escritor y dibujante de tiras cómicas de Nueva Zelanda.
Está especializado en libros de pesca.